# 抗终止因子
抗终止因子（英語：antitermination factor）是一种可以在特定位点上，阻止DNA转录终止的蛋白质。这些蛋白质可以同RNA聚合酶结合，使得RNA聚合酶绕过茎环结构的终止子而继续转录目标RNA。这种表达调控机制多在噬菌体和少数细菌中出现。